# Saint-Sauveur (Gironda)
Saint-Sauveur è un comune francese di 1 283 abitanti situato nel dipartimento della Gironda nella regione della Nuova Aquitania.

## Società

### Evoluzione demografica
Abitanti censiti